# 굿모닝 정보세상
《굿모닝 정보세상》은 TV조선에서 화요일 ~ 금요일 아침 8시 40분에 방송되는 정보 교양 프로그램이다.

## 출연진

### MC
- 김범수
- 이진희